# 1171 в Україні

## Події
- Кияни отруїли князя Гліба Юрійовича. Новим київським князем став Володимир Мстиславич, старший у роді.
- Володимир Мстиславич помер після трьох місяців княжіння. Замість нього Андрій Боголюбський призначив свого брата Михайла Юрійовича.
- У липні на київський престол сів за велінням Андрія Боголюбського Роман Ростиславич, князь Смоленський, син Великого князя Київського Ростислава Мстиславича.

## Особи

### Призначено, звільнено
- Новим київським князем став Володимир Мстиславич, але помер після трьох місяців княжіння.
- князем було призначено Михайла Юрійовича.
- У липні на київський престол сів за велінням Андрія Боголюбського Роман Ростиславич, князь Смоленський, син Великого князя Київського Ростислава Мстиславича.

### Померли
- 20 січня — Гліб Юрійович, в хрещенні Олександр — руський князь із династії Рюриковичів. Князь київський. Син Юрія Довгорукого. Поставлений на Київський престол, після захоплення та зруйнування Києва, суздальським князем Андрієм у 1169 році. Став першим київським князем, що не титулувався як «Великий».
- 30 травня — Володимир Мстиславич (нар. 1130) — руський князь із династії Рюриковичів. Великий князь київський (1171). Князь дорогобузький (1150—1171), князь володимирський (1154—1157), князь слуцький (1162), князь трипільский (1162—1168).

## Пам'ятні дати та ювілеї
- 375 років з часу (796 рік):
  - знищення Аварського каганату у Паннонії франками (інша дата — 805 рік).
- 275 років з часу (896 рік):
  - битви на Південному Бузі, де болгарський цар Симеон I розбив військо угрів та в союзі з печенігами він вигнав їх далеко на захід.
- 225 років з часу (946 рік):
  - посольства княгині Ольги до Царгорода.
  - придушення Ольгою повстання древлян після спалення Іскоростеня.
- 200 років з часу (971 рік):
  - завершення Другого Балканського походу у Болгарії князя Святослава (з 969 року) та пограбування околиць Константинополя, облога у Доростолі; поразка і відхід з Балкан. Укладення з Візантією договору на умовах 944 року.
- 175 років з часу (996 рік):
  - завершення спорудження Десятинної церкви в Києві (з 990 року) та її урочисте відкриття (25 травня), до якої прибули священики з Херсонеса. Захоронення тут праху княгині Ольги.
- 125 років з часу (1046 рік):
  - укладення миру між Візантією та Київською Руссю, яким завершилася війна, що тривала з 1043 року.
- 75 років з часу (1096 рік):
  - 19 червня — Битва на річці Трубіж — одна з битв русько-половецької війни 1090-х — 1116 років.
  - Битва на Колокші біля Володимира у якій князь Мстислав Володимирович Великий розгромив Олега Святославича.
- 25 років з часу (1146 рік):
  - завершення повстання київської громади, проти захоплення у 1139 році Всеволодом Олеговичем Києва та передачі влади (1 серпня 1146 року) своєму братові Ігорю Ольговичу.
  - початку міжусобної війна на Русі, коли точилася боротьба за владу в Київському та інших князівствах, від смерті Всеволода Ольговича до смерті Ізяслава Мстиславича (до 1154 року).

### Видатних особистостей

#### Народження
- 100 років з дня народження (1071 рік):
  - Євпра́ксія Все́володівна (д.-рус. Еоупраксиа; пом. 1109) — князівна із династії Рюриковичів. Німецька імператриця (1088—1105), дружина німецького імператора Генріха IV. Донька великого князя київського Всеволода Ярославича, онука Ярослава Мудрого.
  - Яросла́в Святосла́вич (пом. 1129) — князь чернігівський (1123—1127). Син Великого князя Київського Святослава II. Онук Ярослава I Мудрого.

#### Смерті
- 75 років з дня смерті (1096 рік):
- 6 вересня — Ізяслав Володимирович — руський князь з династії Рюриковичів, другий син Володимира Мономаха та його першої дружини Ґіти (дочки англійського короля Гарольда II Ґодвінсона). Князь курський (до 1095), ростовський і муромський (1095–1096).
- 50 років з дня смерті (1121 рік):
  - квітень — Ники́фор І — православний церковний діяч, митрополит Київський та всієї Руси (1103 або 1104—1121).
- 25 років з дня смерті (1146 рік):
  - 30 липня/1 серпня[1] — Все́волод О́льгович — руський князь із династії Рюриковичів, роду Ольговичів. Великий князь Київський (5 березня 1139 — 1 серпня 1146).